# 1965 في اليابان
فيما يلي قوائم الأحداث التي وقعت خلال عام 1965 في اليابان.

## ظهور
- 1 يناير – بيساتسو فريند

## أفلام
من الأفلام التي صدرت هذه السنة في اليابان:
- 26 أبريل – الساموراي السبعة من إخراج أكيرا كوروساوا.

## برامج ومسلسلات وأنمي
- رعد العملاق

## كتب
من الكتب التي صدرت هذه السنة في اليابان:
- 1 يناير – جمال وحزن من تأليف ياسوناري كواباتا.
- 1 يناير – ذراع واحدة من تأليف ياسوناري كواباتا.

## مواليد

### يناير
- 1 يناير – شو ايكاوا كاتب سيناريو ياباني.
- 1 يناير – شوسيه موراي
- 5 يناير – ريه ساكما
- 10 يناير – هيروشي هيراكاوا لاعب كرة قدم ياباني.
- 11 يناير – سيجي ساساكي
- 19 يناير – ماساكي أيزاوا مؤدّي صوت ياباني.
- 21 يناير – ماساهيرو وادا لاعب كرة قدم ياباني.
- 28 يناير – كوج غوتوكو لاعب كرة قدم ياباني.
- 30 يناير – يوتاكا أوياما

### فبراير
- 4 فبراير – هيرويوكي موري
- 9 فبراير – تاكاهيرو شيمادا لاعب كرة قدم ياباني.
- 13 فبراير – هيرو يوكي مؤدّي صوت ياباني.

### مارس
- 8 مارس – هيديوكي أوهاشي ملاكم ياباني.
- 16 مارس – ماساكي يواسا
- 20 مارس – تيكو كاواتا مؤدّية صوت يابانية.
- 21 مارس – واكانا يامازاكي
- 22 مارس – نوبوهيرو تاكيدا لاعب كرة قدم ياباني.
- 29 مارس – شونز أونو لاعب كرة قدم ياباني.

### أبريل
- 2 أبريل – مامي كينجيتسو
- 3 أبريل – كاتسومي اوينوكي لاعبو كرة قدم يابانيون.
- 5 أبريل – ايري كيكوتشي
- 7 أبريل – ياسوكو كوباياشي كاتبة سيناريو يابانية.
- 14 أبريل – يوكيهيرو ماتسوموتو
- 15 أبريل – سويتشي نوجوتشي رائد فضاء ياباني.
- 27 أبريل – كوميكو نيشيهارا مؤدّية صوت يابانية.
- 28 أبريل – تسونيوشي سايتو

### مايو
- 1 مايو – تارو إيواشيرو ملحن ياباني.
- 3 مايو – هيديكي كونو مهندس ياباني.
- 6 مايو – ميوا يوشيدا مغنية يابانية.
- 8 مايو – كيجي اينافون
- 8 مايو – موموكو ساكرا
- 10 مايو – كيويوكي يانادا
- 17 مايو – تورو يوشيدا لاعب كرة قدم ياباني.
- 20 مايو – شونسكي ساكويا ممثل ياباني.
- 20 مايو – يوج إيتو لاعب كرة قدم ياباني.
- 23 مايو – كابيه ياماغوتشي
- 27 مايو – يوشيكادز إيسود لاعب كرة قدم ياباني.
- 31 مايو – يوكو سومي

### يونيو
- 6 يونيو – أوسامو هيروسي لاعب كرة قدم ياباني.
- 6 يونيو – ميغومي أوغاتا
- 13 يونيو – هيروشي أندو مخرج أفلام ياباني.
- 17 يونيو – تاكويا ميتسودا مانغاكا ياباني.

### يوليو
- 9 يوليو – يون كوغا
- 12 يوليو – ناأوهيكو مينوب لاعب كرة قدم ياباني.
- 13 يوليو – كاتسويوكي موتوهيرو مخرج أفلام ياباني.
- 15 يوليو – ياسوتوشي ميورا لاعب كرة قدم ياباني.
- 22 يوليو – ماكوتو تسومرا مؤدّية صوت يابانية.

### أغسطس
- 5 أغسطس – موتوي ساكورابا ملحن ياباني.
- 6 أغسطس – يوكي كاجيورا
- 11 أغسطس – شينجي ميكامي منتج ألعاب فيديو ياباني.
- 13 أغسطس – هاياتو ماتسوؤو ملحن ياباني.
- 18 أغسطس – إيكوي أوتاني
- 23 أغسطس – يوسوكي مينوجوتشي لاعب كرة قدم ياباني.
- 26 أغسطس – نوبوهيرو أوينو لاعب كرة قدم ياباني.
- 27 أغسطس – تاكاهيرو يوشيماتسو
- 28 أغسطس – ساتوشي تاجيري
- 28 أغسطس – كنجي ياماموتو لاعب كرة قدم ياباني.
- 30 أغسطس – آنا ناكاجاوا ممثلة يابانية.

### سبتمبر
- 5 سبتمبر – أوسامو مايدا لاعبو كرة قدم يابانيون.
- 6 سبتمبر – تاكومي هوريكي لاعبو كرة قدم يابانيون.
- 14 سبتمبر – يوشينوري تاجوشي لاعب كرة قدم ياباني.
- 17 سبتمبر – يوجي ناكا مطور ألعاب فيديو ياباني.
- 22 سبتمبر – شينجي هيغوتشي مخرج أفلام ياباني.
- 25 سبتمبر – كينتا هاسيغاوا لاعبو كرة قدم يابانيون.

### أكتوبر
- 3 أكتوبر – ماكوتو ساساكي لاعب كرة قاعدة ياباني.
- 4 أكتوبر – ميتشيكو نيا مؤدّية صوت يابانية.
- 7 أكتوبر – كوميكو واتانابي
- 24 أكتوبر – كازويا إيقاراشي لاعب كرة قدم ياباني.
- 24 أكتوبر – ياسومي ماتسونو
- 27 أكتوبر – شينو كاكينوما مؤدّية صوت يابانية.
- 30 أكتوبر – توموكو إيجاتا متسابقة دراجات نارية يابانية.

### نوفمبر
- 9 نوفمبر – ساتوشي كاجينو لاعب كرة قدم ياباني.
- 20 نوفمبر – تاكيشي كوساو
- 21 نوفمبر – تاكايوكي هاتوري
- 21 نوفمبر – يوريكو ياماغوتشي
- 29 نوفمبر – يوتاكا أوزاكي موسيقي ياباني.
- 30 نوفمبر – فوميهيتو أمير أكيشينو
- 30 نوفمبر – ميغومي أوراوا مؤدّية صوت يابانية.

### ديسمبر
- 3 ديسمبر – يويا أوتشيدا ممثل ياباني.
- 16 ديسمبر – إينوكو إينوياما
- 28 ديسمبر – كازو إيتشيجو لاعب كرة قدم ياباني.

## وفيات

### مايو
- 3 مايو – كانسوكي ناكا (مواليد 1885) كاتب ومؤلف ياباني.

### يوليو
- 18 يوليو – أوتوزو يامادا (مواليد 1881) عسكري ياباني.
- 28 يوليو – إيدوغاوا رانبو (مواليد 1894) كاتب ومؤلف ياباني.
- 30 يوليو – جونيتشيرو تانيزاكي (مواليد 1886)

### أغسطس
- 13 أغسطس – هاياتو إيكيدا (مواليد 1899)